# Samtgemeinde Liebenau

Lage der Samtgemeinde im Landkreis Nienburg/Weser

Die ehemalige Samtgemeinde Liebenau lag im Landkreis Nienburg/Weser in Niedersachsen (Deutschland). Die Samtgemeinde Liebenau hatte eine Verwaltungskooperation mit der Samtgemeinde Marklohe und der Gemeinde Steyerberg in Form des Zweckverbandes „Linkes Weserufer“ geschlossen. Die Samtgemeinde Liebenau fusionierte zum 1. November 2021 mit der Samtgemeinde Marklohe zur Samtgemeinde Weser-Aue.

## Geografie

### Geografische Lage
Die Samtgemeinde Liebenau mit zirka 6.500 Einwohnern lag zwischen Mittelweser (zirka 15 Kilometer von der Kreisstadt Nienburg/Weser entfernt) und dem Westhang der in der Eiszeit entstandenen Nienburg-Meppener Geestplatte.

### Geologie
Landschaftlich war die Samtgemeinde maßgeblich von der Weser, der Marschlandschaft sowie von der Geest geprägt.
Eine landschaftliche Besonderheit ist die in der Eiszeit entstandene „Binner Schlucht“. Vor zirka 600.000 Jahren schoben sich gewaltige Gletscher von den skandinavischen Gebirgen südwärts. Die hiesige Landschaft war von einer 300 bis 400 Meter dicken Eisschicht bedeckt, in der sich riesige Massen an Stein, Sand und Geröll befanden. Mit zunehmender Erwärmung schmolz das Eis. Dabei sank der Gesteinsschutt zu Boden. Auf diese Weise entstand die Nienburg-Meppener Geest. Schmelzwasser, die zum Wesertal abliefen, haben tiefe Rinnen in den Geestrand gespült. So ist hier ein Einschnitt entstanden, der stark an eine Schlucht erinnert. Eine beeindruckende Aussicht über die Wesermarsch bis hin nach Nienburg und zum Weserbergland hat man von der Bergstraße in Binnen.

### Samtgemeindegliederung
Ihre Mitgliedsgemeinden waren Binnen, Liebenau und Pennigsehl. Die Samtgemeinde Liebenau hatte eine Fläche von 71,96 km². Mit 90 Einwohnern pro km² war Liebenau relativ dünn besiedelt.

## Geschichte

### Eingemeindungen
Die Samtgemeinde Liebenau ist am 1. Juli 1967 aus den Gemeinden Binnen, Bühren, Glissen, Hesterberg, Liebenau und Pennigsehl entstanden. Im Rahmen des Gesetzes zur Neugliederung der Gemeinden im Raum Nienburg/Weser wurden im Jahre 1974 die Gemeinden Binnen, Bühren und Glissen zu einer Gemeinde Binnen sowie die Gemeinden Pennigsehl und Hesterberg zu einer Gemeinde Pennigsehl zusammengeschlossen. Seither bildeten der Flecken Liebenau und die Gemeinden Binnen sowie Pennigsehl die Samtgemeinde Liebenau.
Am 1. November 2021 sind die Samtgemeinde Liebenau und die Samtgemeinde Markloh zur Samtgemeinde Weser-Aue fusioniert.

### Einwohnerentwicklung
|              | 31. Dezember 1996 | 1. Februar 2002 | 31. Dezember 2013 |
| ------------ | ----------------- | --------------- | ----------------- |
| Samtgemeinde | 6741              | 6421            | 5837              |
| Binnen       | 1019              | 1078            | 995               |
| Liebenau     | 4432              | 3983            | 3574              |
| Pennigsehl   | 1290              | 1360            | 1268              |

## Politik

### Samtgemeinderat
Der Samtgemeinderat der Samtgemeinde Liebenau bestand aus 16 Ratsfrauen und Ratsherren. Die 16 Ratsmitglieder wurden durch eine Kommunalwahl für jeweils fünf Jahre gewählt. Die letzte Amtszeit begann am 1. November 2016 und endete am 31. Oktober 2021.
Stimmberechtigt im Rat der Samtgemeinde war außerdem der hauptamtliche Samtgemeindebürgermeister Walter Eisner (parteilos).
Die letzte Kommunalwahl vom 11. September 2016 ergab das folgende Ergebnis:
- CDU – 8 Sitze
- SPD – 6 Sitze
- Grüne – 1 Sitz
- FDP – 1 Sitz

### Samtgemeindebürgermeister
Hauptamtlicher Samtgemeindebürgermeister der Samtgemeinde Liebenau war Walter Eisner (parteilos). Bei der letzten Bürgermeisterwahl am 25. Mai 2014 wurde er als Amtsinhaber ohne Gegenkandidaten mit 90,7 % der Stimmen wiedergewählt. Die Wahlbeteiligung lag bei 43,2 %. Eisner trat seine weitere Amtszeit am 1. November 2014 an.

### Wappen
Die Samtgemeinde führte das Wappen des Fleckens Liebenau. Es zeigt auf grünem Untergrund den golden nimbierten, blaugekleideten Heiligen Laurentius mit einem schwarzen Rost in der Linken und rechts vor ihm den goldenen Spitzhelm eines Kirchturms über Zinnenkranz. Die Farben der Samtgemeinde Liebenau sind blau/gelb.

## Kultur und Sehenswürdigkeiten
Ausgedehnte Nadel- und Laubwälder laden auf ausgeschilderten Wanderwegen zu erlebnisreichen Spaziergängen in reizvoller Umgebung ein.
In touristischer Hinsicht war die Samtgemeinde Liebenau in erster Linie für Radtouristen von Interesse. Eine Alternativroute des deutschlandweit bekannten Weserradweges führt wesernah durch den Bereich der Samtgemeinde.
Naherholungssuchende schätzen die idealen Radfahrbedingungen in der gut ausgeschilderten Wesermarsch. Besondere Ausflugsziele sind das Waldgebiet „Am Sündern“ in Liebenau, die Binner Schlucht und das Wiederverheidungsgebiet an der Fuchsberghütte in Mainsche. Interessant ist auch ein Blick in das wenige hundert Meter von der Fuchsberghütte entfernt liegende Abtorfungsgebiet des Borsteler Moores.

### Kulinarische Spezialitäten
„Liebenauer Spargel“, die besondere Delikatesse in vielen Variationen aus dem heimischen Anbaugebiet. Eine weitere Spezialität ist der in Liebenau hergestellte Sensenschluck. Ein Waldfruchtlikör in Abfüllung von 0,5 und 0,02 Literflaschen.

## Wirtschaft und Infrastruktur
Neben vielfältigen mittelständischen Gewerbeunternehmen bilden die kunststoff- und betonverarbeitende Industrie wirtschaftliche Schwerpunkte in der Samtgemeinde Liebenau. Es werden aktuell vermehrt altindustrielle Flächen mit vorhandener Infrastruktur und einer Vielzahl von Gebäuden überplant, um sie der gewerblichen Wirtschaft wieder zur Verfügung zu stellen.
Eine Vielzahl von Handwerksbetrieben sind in Liebenau angesiedelt. Die lange handwerkliche Tradition des Ortes ist über die Gemeindegrenzen bekannt. Im Norden Liebenaus ist das Gewerbegebiet „Beckebohnen“ angesiedelt. Weitere Gewerbeansiedlungen sind innerhalb des Ortes, am südlichen Ortsausgang und im Bereich des Bahnhofs.
Am 30. Juni 2002 arbeiteten 989 Männer und Frauen als sozialversicherungspflichtig Beschäftigte in der Samtgemeinde Liebenau.

### Verkehr
Die Samtgemeinde Liebenau war über die L 351 zu erreichen.

### Öffentliche Einrichtungen
Das Gebiet der Samtgemeinde Liebenau verfügt über ein Hallenbad und verschiedene Sportstätten und Freizeiteinrichtungen sowie ein Jugendhaus mit „offener Tür“.

### Energieversorgung
Ein Umbau auf erneuerbare Energien ist in Liebenau Ziel bei der Energieversorgung.

### Bildung
Im Gebiet der Samtgemeinde Liebenau gibt es zwei Grundschulen, eine Sonderschule und eine Hauptschule. Darüber hinaus gibt es die Volkshochschule in der Samtgemeinde Liebenau.